# HD 36741
HD 36741，又名BD+01 1058，SAO 112901、HR 1871，是一颗恒星，视星等为6.59，位于銀經202.53，銀緯-16.49，其B1900.0坐标为赤經5h 28m 47s，赤緯+1° -16.49′ 18″。